# Open international de squash de Nantes
L'Open international de squash de Nantes est un tournoi annuel de squash du circuit international et professionnel PSA organisé à Nantes.
Organisée par l'association Nantes Squash Sautron (NSSquash), la compétition se déroule au début du mois de septembre en début de saison sportive avant les grandes compétitions internationales du circuit professionnel. Retransmis en direct sur Squash TV (en) et Eurosport Player (jusqu'en 2020), c'est la compétition la plus importante de France et l'une des plus importantes d'Europe. Les matchs du tableau principal se jouent sur un court entièrement vitré dans un lieu emblématique de la ville de Nantes.

## Histoire

### La compétition et son évolution
La première édition de l'« Open International de squash de Nantes » s'est tenue au Lieu Unique en 2015,,,,,. Cette première édition (en 2015) s'est tenue en parallèle au club Badmin'Squash à Rezé pour les qualifications de la compétition. Depuis 2016, la phase de qualification et les 1ers tours se déroulent désormais au club de La Maison du Squash à Sautron,,.
La compétition a évolué depuis son inauguration. Elle n’accueillait qu'une compétition masculine lors de la première édition. Dès 2016, l'« Open International de squash de Nantes » intègre pour la première fois une compétition féminine .
En 2019, l'appellation de la compétition devient Open de France pour son passage parmi les tournois le plus importants d'Europe et du monde du circuit international PSA .

### L'identité du projet
Cet événement sportif lie la culture et le sport en mettant en scène le squash par le biais d'un court entièrement vitré placé en plein cœur de la ville dans un lieu emblématique de Nantes et par des artistes invités autour de la culture nantaise. L'affiche de la compétition, le teaser, l'introduction des matchs, les DJs, des musiciens, des danseurs, le trophée de la compétition, tous ces éléments sont intégrés pour donner un aspect unique à la compétition,,,.

## Lieux
La compétition se démarque notamment par le choix des lieux insolites accueillant ses manifestations.

### Saison 1
| Année | Ville  | Lieu                             | Fréquentation cumulée |
| ----- | ------ | -------------------------------- | --------------------- |
| 2015  | Nantes | Le Lieu Unique                   | 3 500 spectateurs     |
| 2016  | Nantes | Cité des congrès                 | 3 700 spectateurs     |
| 2017  | Nantes | Les Nefs - Les machines de l'Île | 4 000 spectateurs     |
| 2018  | Nantes | Théâtre Graslin                  | 4 200 spectateurs     |
| 2019  | Nantes | Château des Ducs de Bretagne     | 5 000 spectateurs     |
| 2020  | Nantes | Pas de compétition               | Pas de compétition    |

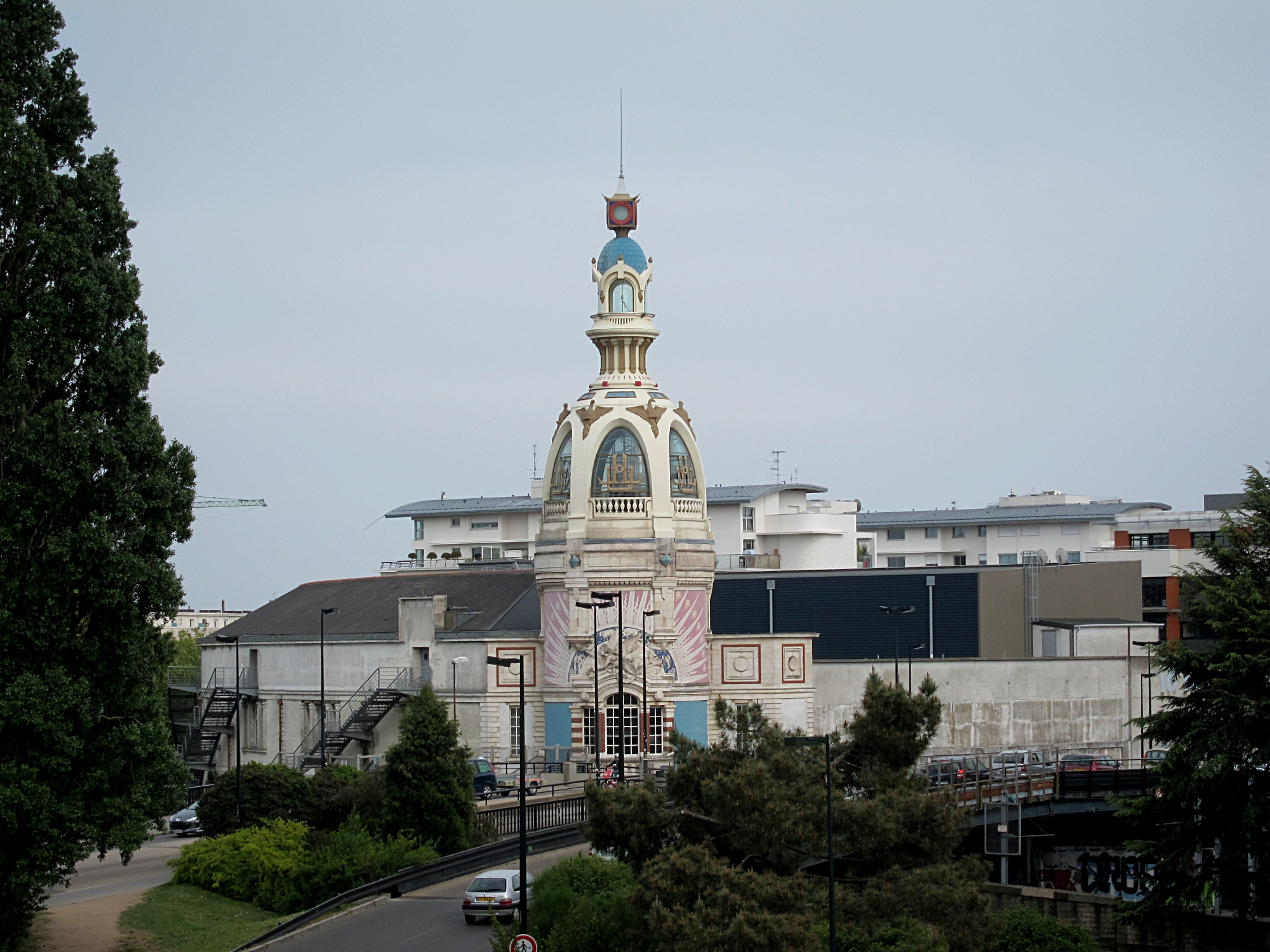
Le Lieu Unique, lieu d'accueil de la 1re édition.
La Cité des Congrès, lieu d'accueil de la 2e édition.
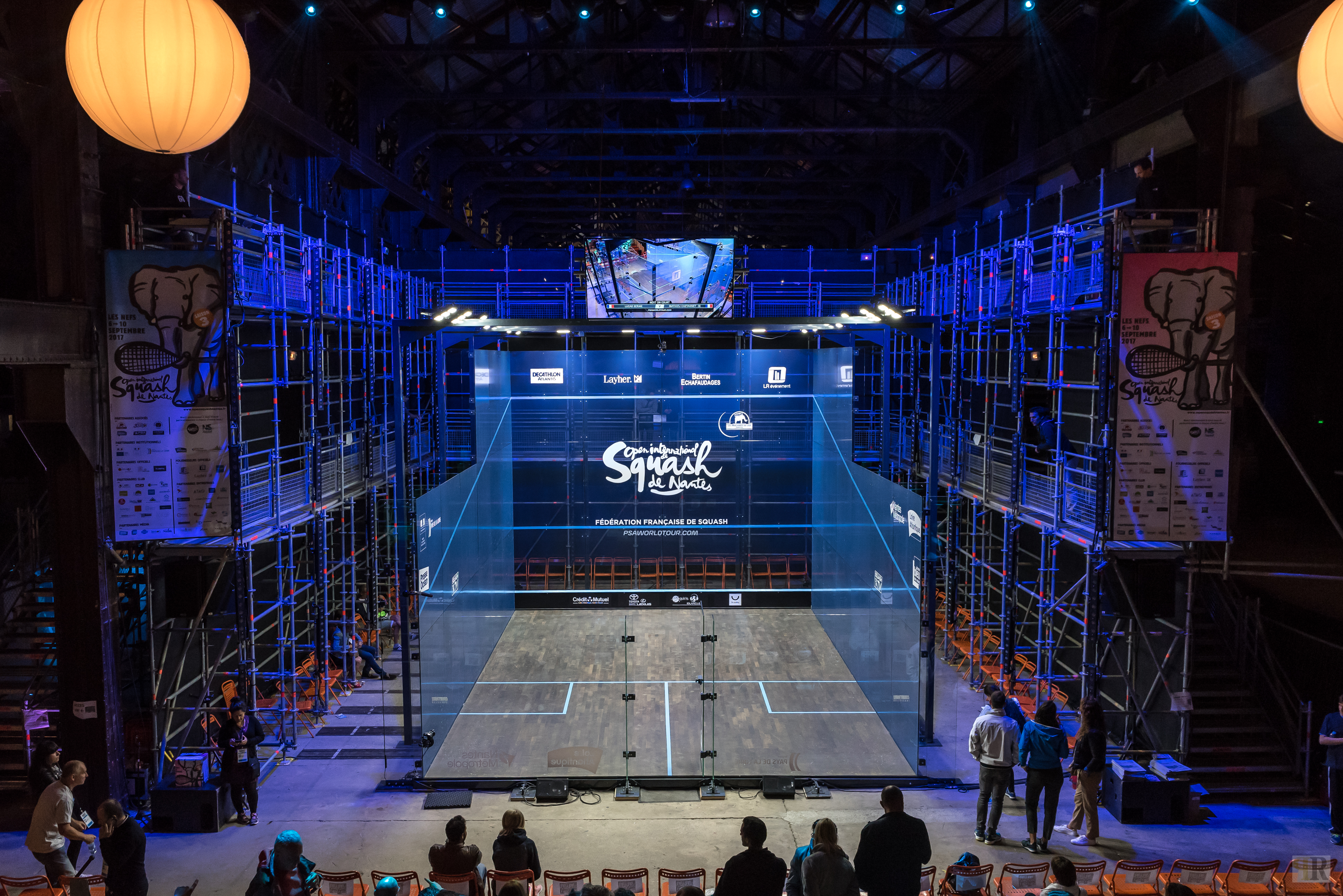
Le court vitré, sous Les Nefs, lieu d'accueil de la 3e édition.
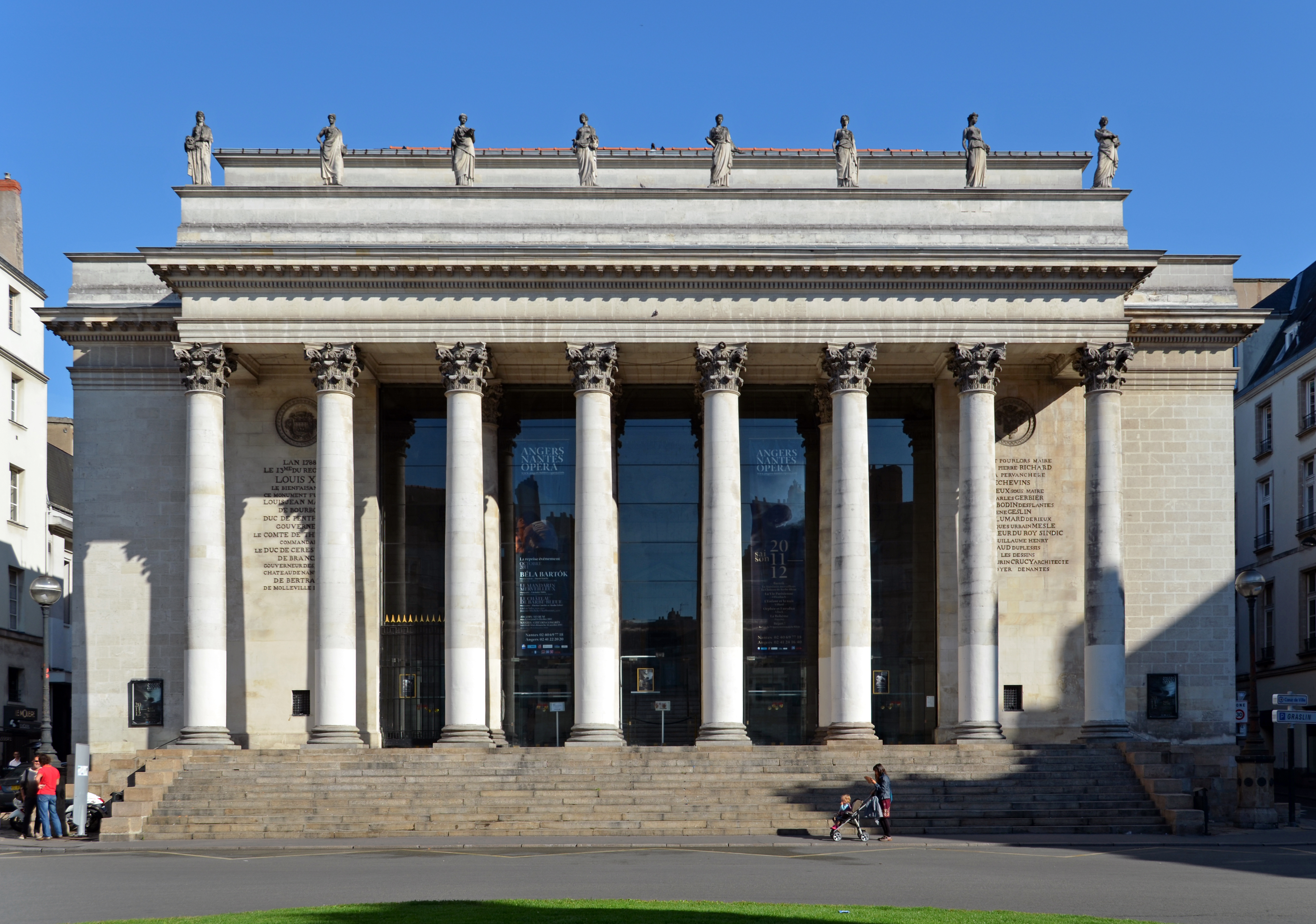
Le Théâtre Graslin, lieu d'accueil de la 4e édition.
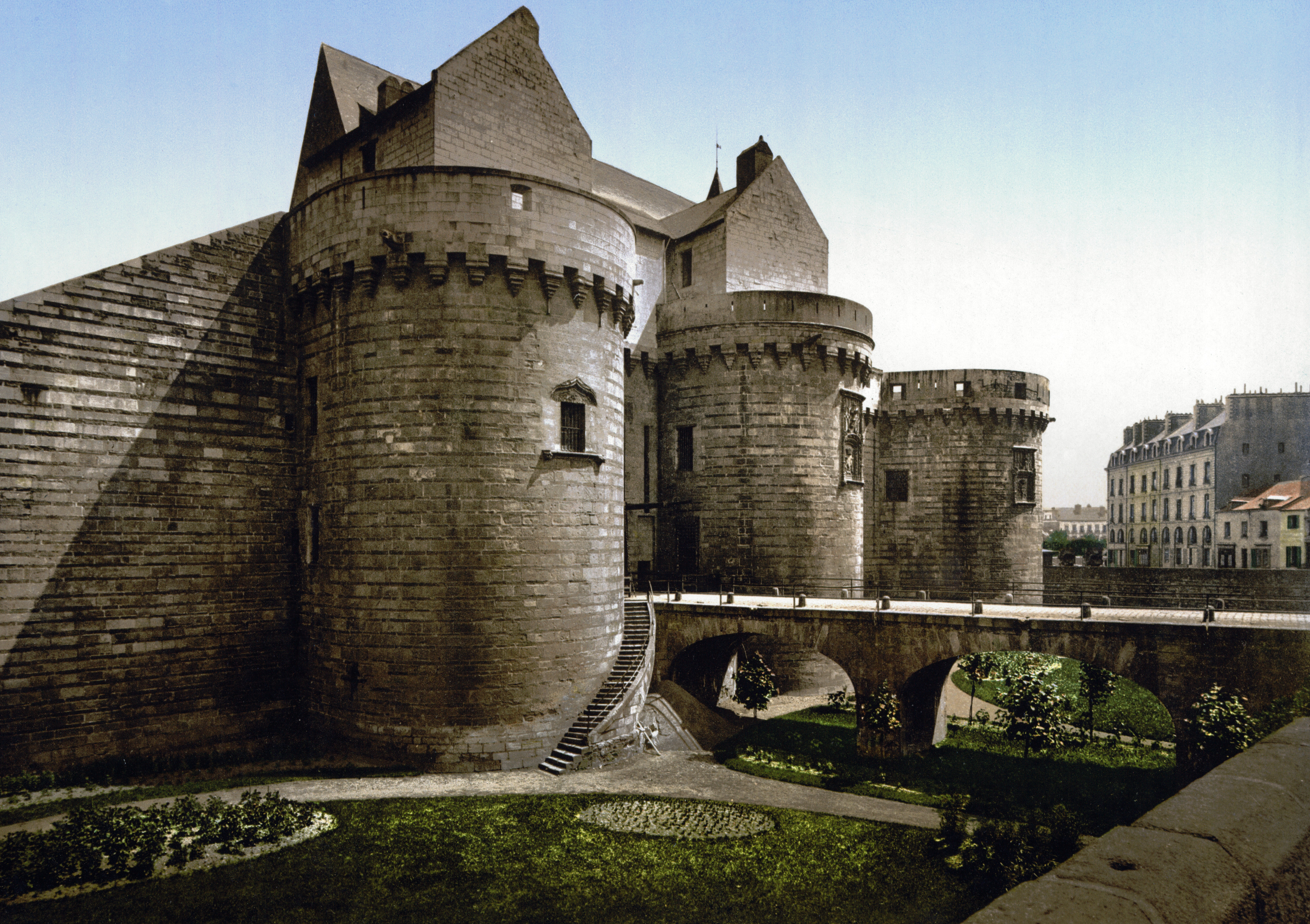
Le Château des ducs de Bretagne, lieu d'accueil de la 5e édition.

### Saison 2
| Année | Ville  | Lieu                   | Fréquentation cumulée |                    |
| ----- | ------ | ---------------------- | --------------------- | ------------------ |
| 2021  | Nantes | Pas de compétition     | Pas de compétition    | Pas de compétition |
| 2022  | Nantes | Hangar 24, Quai Wilson |                       |                    |
| 2023  | Nantes | Pas de compétition     | Pas de compétition    | Pas de compétition |

## Palmarès

### Hommes[21]
| Année | Champion           | Finaliste          | Score                         |
| ----- | ------------------ | ------------------ | ----------------------------- |
| 2015  | Grégoire Marche    | Henrik Mustonen    | 11-8, 11-2, 11-9              |
| 2016  | Grégoire Marche    | Chris Simpson      | 11-6, 8-11, 11-6, 11-2        |
| 2017  | Grégoire Marche    | Nicolas Müller     | 11-9, 7-11, 9-11, 11-5, 11-3  |
| 2018  | Declan James       | James Willstrop    | 2-11, 11-9, 5-11, 11-9, 11-9  |
| 2019  | Paul Coll          | Joel Makin         | 12-10, 11-3, 11-9             |
| 2020  | Pas de compétition | Pas de compétition | Pas de compétition            |
| 2021  | Pas de compétition | Pas de compétition | Pas de compétition            |
| 2022  | Victor Crouin      | Marwan El Shorbagy | 11–6, 9–11, 6–11, 11–8, 12–10 |
| 2023  | Pas de compétition | Pas de compétition | Pas de compétition            |

### Femmes
| Année | Championne         | Finaliste          | Score                         |
| ----- | ------------------ | ------------------ | ----------------------------- |
| 2015  | Pas de compétition | Pas de compétition | Pas de compétition            |
| 2016  | Hana Ramadan       | Rachael Chadwick   | 12-10, 11-4, 2-11, 11-9       |
| 2017  | Fiona Moverley     | Nele Gilis         | 11-9, 11-9, 11-7              |
| 2018  | Nele Gilis         | Emily Whitlock     | 4-11, 11-6, 6-11, 12-10, 11-6 |
| 2019  | Camille Serme      | Amanda Sobhy       | 9-11, 11-6, 11-8, 11-9        |
| 2020  | Pas de compétition | Pas de compétition | Pas de compétition            |
| 2021  | Pas de compétition | Pas de compétition | Pas de compétition            |
| 2022  | Nele Gilis         | Tinne Gilis        | 11–9, 11–6, 11–3              |
| 2023  | Pas de compétition | Pas de compétition | Pas de compétition            |

## Nations participantes
Un total de 27 nations ont participé aux différentes éditions de l'Open international de squash de Nantes :
- Afrique du Sud
- Allemagne
- Angleterre
- Belgique
- Canada
- Danemark
- Écosse
- Égypte
- Espagne
- États-Unis
- Finlande
- France
- Inde
- Irlande
- Japon
- Jordanie
- Lettonie
- Malaisie
- Nouvelle-Zélande
- Pakistan
- Pays-Bas
- Pays de Galles
- Pologne
- Portugal
- Qatar
- République Tchèque
- Suisse